# فريدريك بيتر براندت
فريدريك بيتر براندت (بالنرويجية البوكمول: Fredrik Peter Brandt)‏ هو بروفيسور ومؤرخ نرويجي، ولد في 24 يوليو 1825، وتوفي في 2 مايو 1891.